# Limnephilus acula
Limnephilus acula är en nattsländeart som beskrevs av Ross och Merkley 1952. Limnephilus acula ingår i släktet Limnephilus och familjen husmasknattsländor. Inga underarter finns listade i Catalogue of Life.